# مرادخانلو (چهاربرج)
مرادخانلو یک روستا در ایران است که در دهستان مرحمتآباد میانی واقع شده‌است.اکثر مردم کشاورزند و به دامداری هم مشغولند مرادخانلو ۶۳۳ نفر جمعیت دارد.